# Hrvatski nogometni kup 1992
La Hrvatski nogometni kup 1992 (coppa croata di calcio 1992) fu la prima edizione della coppa nazionale croata. Fu disputata nella primavera del 1992 e vinta dal Inker Zaprešić (al suo primo successo nella competizione) battendo il finale lo HAŠK Građanski (nuovo nome della Dinamo Zagabria). All'inizio degli anni '40 vi era stata un'altra edizione della Coppa di Croazia, disputata da squadre che di lì a pochi anni sarebbero state soppresse, fuse o stravolte dalle autorità comuniste salite al potere dopo la seconda guerra mondiale.
A causa della situazione nei Balcani, i vincitori non poterono accedere alla Coppa delle Coppe 1992-1993.

## Partecipanti
A questa edizione della Hrvatski nogometni kup hanno partecipato le 7 squadre croate eleggibili per la Coppa Jugoslavia 1991-92, ovvero le 4 che militavano nella Prva Liga 1990-1991 e le 3 che hanno vinto le qualificazioni.
| Club           | Campionato 1990-91                       | Campionato 1992                                         |
| -------------- | ---------------------------------------- | ------------------------------------------------------- |
| HAŠK Građanski | 2º in 1. liga (come Dinamo Zagabria)     | 5º in 1. HNL                                            |
| Hajduk Spalato | 6º in 1. liga                            | 1º in 1. HNL                                            |
| Osijek         | 9º in 1. liga                            | 3º in 1. HNL                                            |
| Rijeka         | 15º in 1. liga                           | 6º in 1. HNL                                            |
| Inker Zaprešić | 2º in 3. liga Ovest (come Jugokeramika)  | 4º in 1. HNL                                            |
| Rovigno        | 6º in Hrvatska liga Ovest (4ª divisione) | 2º in 3. HNL Ovest                                      |
| Croatia Đakovo | divisione sconosciuta                    | non ha disputato nessun campionato a causa della guerra |

## Quarti di finale
| Squadra 1      | Totale      | Squadra 2      | Andata     | Ritorno    |
| -------------- | ----------- | -------------- | ---------- | ---------- |
|                |             |                | 24.03.1992 | 07.04.1992 |
| Rijeka         | 1 – 1 (gfc) | Hajduk Spalato | 0 – 0      | 1 – 1      |
| HAŠK Građanski | 7 – 0       | Rovigno        | 6 – 0      | 1 – 0      |
| Inker Zaprešić | 3 – 1       | Osijek         | 2 – 0      | 1 – 1      |
| Croatia Đakovo | esentato    |                |            |            |

## Semifinali
| Squadra 1      | Totale          | Squadra 2      | Andata     | Ritorno     |
| -------------- | --------------- | -------------- | ---------- | ----------- |
|                |                 |                | 28.04.1992 | 19.05.1992  |
| Rijeka         | 3 – 3 (1-3 dtr) | HAŠK Građanski | 2 – 1      | 1 – 2 (dts) |
| Inker Zaprešić | 7 – 1           | Croatia Đakovo | 5 – 0      | 2 – 1       |

## Finale
| Squadra 1      | Totale | Squadra 2      | Andata     | Ritorno    |
| -------------- | ------ | -------------- | ---------- | ---------- |
|                |        |                | 16.06.1992 | 23.06.1992 |
| Inker Zaprešić | 2 – 1  | HAŠK Građanski | 1 – 1      | 1 – 0      |

### Andata
I guardalinee erano Veselko Bebek e Darko Cvitković. Quest'ultimo aveva sostituito il designato Ivan Vranaričić, mentalmente impreparato al suo compito dopo che, la sera precedente, gli era stata rubata la Mercedes nuova davanti all'Hotel Laguna di Zagabria.
| Arbitro: | Lipovac (Zagabria) |

|              |           |           |
| Živković 78’ | Marcatori | 89’ Adžić |

| INKER | HAŠK |

|                  |  |                 |     |
|                  |  |                 |     |
|                  |  | Krešimir Bronić |     |
|                  |  | Ivica Antolić   |     |
|                  |  | Zoran Živković  |     |
|                  |  | Damir Kasumović |     |
|                  |  | Zvonimir Soldo  |     |
|                  |  | Miroslav Šorgić |     |
|                  |  | Stipe Brnas     |     |
|                  |  | Zlatko Lučan    |     |
|                  |  | Ivan Cvjetković | 75’ |
|                  |  | Igor Čalo       |     |
|                  |  | Nikica Miletić  | 64’ |
| A disposizione:  |  |                 |     |
|                  |  | Franjo Kučko    | 64’ |
|                  |  | Vjekoslav Knez  | 75’ |
| Allenatore:      |  |                 |     |
| Ilija Lončarević |  |                 |     |

|                 |  |                  |     |
|                 |  |                  |     |
|                 |  | Dražen Ladić     |     |
|                 |  | Goran Geršak     | 88’ |
|                 |  | Josip Gašpar     | 67’ |
|                 |  | Zoran Mamić      |     |
|                 |  | Saša Peršon      |     |
|                 |  | Slavko Ištvanić  |     |
|                 |  | Gregor Židan     |     |
|                 |  | Željko Adžić     |     |
|                 |  | Goran Vlaović    |     |
|                 |  | Ivica Duspara    |     |
|                 |  | Alen Peternac    |     |
| A disposizione: |  |                  |     |
|                 |  | Andrej Panadić   | 67’ |
|                 |  | Miljenko Kovačić | 88’ |
| Allenatore:     |  |                  |     |
| Vlatko Marković |  |                  |     |

### Ritorno
| Arbitro: | Vranaričić (Đakovo) |

|  |           |               |
|  | Marcatori | 18’ Kasumović |

| HAŠK | INKER |

|                 |  |                  |     |
|                 |  |                  |     |
|                 |  | Dražen Ladić     |     |
|                 |  | Goran Geršak     |     |
|                 |  | Josip Gašpar     |     |
|                 |  | Zoran Mamić      |     |
|                 |  | Saša Peršon      |     |
|                 |  | Slavko Ištvanić  |     |
|                 |  | Gregor Židan     | 57’ |
|                 |  | Željko Adžić     |     |
|                 |  | Goran Vlaović    |     |
|                 |  | Ivica Duspara    |     |
|                 |  | Alen Peternac    | 78’ |
| A disposizione: |  |                  |     |
|                 |  | Miljenko Kovačić | 57’ |
|                 |  | Željko Šoić      | 78’ |
| Allenatore:     |  |                  |     |
| Vlatko Marković |  |                  |     |

|                  |  |                  |     |
|                  |  |                  |     |
|                  |  | Krešimir Bronić  |     |
|                  |  | Ivica Antolić    | 80’ |
|                  |  | Zoran Živković   |     |
|                  |  | Damir Kasumović  |     |
|                  |  | Zvonimir Soldo   |     |
|                  |  | Miroslav Šorgić  |     |
|                  |  | Krunoslav Jurčić |     |
|                  |  | Borimir Perković |     |
|                  |  | Stipe Brnas      |     |
|                  |  | Igor Čalo        |     |
|                  |  | Nikica Miletić   |     |
| A disposizione:  |  |                  |     |
|                  |  | Franjo Kučko     | 80’ |
| Allenatore:      |  |                  |     |
| Ilija Lončarević |  |                  |     |

## Marcatori
| Pos. | Giocatore       | Squadra        | Reti |
| ---- | --------------- | -------------- | ---- |
| 1    | Željko Adžić    | HAŠK Građanski | 4    |
| 2    | Igor Čalo       | Inker Zaprešić | 3    |
| 2    | Ivan Cvjetković | Inker Zaprešić | 3    |
| 4    | Alen Peternac   | HAŠK Građanski | 2    |
| 4    | Goran Vlaović   | HAŠK Građanski | 2    |
| 4    | Kazimir Vulić   | Rijeka         | 2    |
| 4    | Zoran Živković  | Inker Zaprešić | 2    |